# Giro di Romandia 1960
Il Giro di Romandia 1960, quattordicesima edizione della corsa, si svolse dal 12 al 15 maggio su un percorso di 722 km ripartiti in 4 tappe (la quarta suddivisa in due semitappe), con partenza e arrivo a Nyon. Fu vinto dal francese Louis Rostollan della Helyett-Leroux-Hutchinson davanti al suo connazionale Édouard Delberghe e al belga Jos Hoevenaers.

## Tappe
| Tappa  | Data      | Percorso                          | km  | Vincitore di tappa | Leader cl. generale |
| ------ | --------- | --------------------------------- | --- | ------------------ | ------------------- |
| 1ª     | 12 maggio | Nyon > Montana                    | 164 | Romeo Venturelli   |                     |
| 2ª     | 13 maggio | Montana > Estavayer-le-Lac        | 203 | André Darrigade    |                     |
| 3ª     | 14 maggio | Estavayer-le-Lac > Colombier      | 216 | Rizzardo Brenioli  |                     |
| 4ª-1ª  | 15 maggio | Colombier > Morges                | 103 | André Darrigade    |                     |
| 4ª-2ª  | 15 maggio | Morges > Nyon (cron. individuale) | 36  | Jacques Anquetil   | Louis Rostollan     |
| Totale | Totale    | Totale                            | 722 |                    |                     |

## Dettagli delle tappe

### 1ª tappa
- 12 maggio: Nyon > Montana – 164 km

| Pos. | Corridore        | Squadra              | Tempo    |
| ---- | ---------------- | -------------------- | -------- |
| 1    | Romeo Venturelli | San Pellegrino Sport | 4h34'54" |
| 2    | Jacques Anquetil | Helyett              | a 42"    |
| 3    | Louis Rostollan  | Helyett              | a 52"    |

| Pos. | Corridore | Squadra | Tempo |
| ---- | --------- | ------- | ----- |

### 2ª tappa
- 13 maggio: Montana > Estavayer-le-Lac – 203 km

| Pos. | Corridore       | Squadra | Tempo    |
| ---- | --------------- | ------- | -------- |
| 1    | André Darrigade | Helyett | 5h07'30" |
| 2    | Attilio Moresi  | Mondia  | s.t.     |
| 3    | Nino Defilippis | Carpano | s.t.     |

| Pos. | Corridore | Squadra | Tempo |
| ---- | --------- | ------- | ----- |

### 3ª tappa
- 14 maggio: Estavayer-le-Lac > Colombier – 216 km

| Pos. | Corridore         | Squadra | Tempo    |
| ---- | ----------------- | ------- | -------- |
| 1    | Rizzardo Brenioli | Atala   | 6h01'08" |
| 2    | Ezio Pizzoglio    | Carpano | s.t.     |
| 3    | Jos Hoevenaers    | Ghigi   | s.t.     |

| Pos. | Corridore | Squadra | Tempo |
| ---- | --------- | ------- | ----- |

### 4ª tappa - 1ª semitappa
- 15 maggio: Colombier > Morges – 103 km

| Pos. | Corridore         | Squadra | Tempo    |
| ---- | ----------------- | ------- | -------- |
| 1    | André Darrigade   | Helyett | 2h38'00" |
| 2    | Rizzardo Brenioli | Atala   | s.t.     |
| 3    | Angelo Conterno   | Carpano | s.t.     |

| Pos. | Corridore | Squadra | Tempo |
| ---- | --------- | ------- | ----- |

### 4ª tappa - 2ª semitappa
- 15 maggio: Morges > Nyon (cron. individuale) – 36 km

| Pos. | Corridore        | Squadra              | Tempo   |
| ---- | ---------------- | -------------------- | ------- |
| 1    | Jacques Anquetil | Helyett              |         |
| 2    | Romeo Venturelli | San Pellegrino Sport | a 56"   |
| 3    | Louis Rostollan  | Helyett              | a 1'53" |

| Pos. | Corridore         | Squadra | Tempo     |
| ---- | ----------------- | ------- | --------- |
| 1    | Louis Rostollan   | Helyett | 19h21'31" |
| 2    | Édouard Delberghe | Helyett | a 2'26"   |
| 3    | Jos Hoevenaers    | Ghigi   | a 4'20"   |

## Classifiche finali

### Classifica generale
| Pos. | Corridore         | Squadra                   | Tempo     |
| ---- | ----------------- | ------------------------- | --------- |
| 1    | Louis Rostollan   | Helyett-Leroux-Hutchinson | 19h21'31" |
| 2    | Édouard Delberghe | Helyett-Leroux-Hutchinson | a 2'26"   |
| 3    | Jos Hoevenaers    | Ghigi                     | a 4'20"   |
| 4    | Ezio Pizzoglio    | Carpano                   | a 10'53"  |
| 5    | Attilio Moresi    | Mondia                    | a 11'54"  |
| 6    | Kurt Gimmi        | Carpano                   | a 13'54"  |
| 7    | Angelo Conterno   | Carpano                   | a 14'28"  |
| 8    | Jacques Anquetil  | Helyett-Leroux-Hutchinson | a 15'04"  |
| 9    | Romeo Venturelli  | San Pellegrino Sport      | a 15'18"  |
| 10   | André Darrigade   | Helyett-Leroux-Hutchinson | a 16'26"  |